# Козлов Кирило Олександрович
Кирило Олександрович Козлов (нар. 27 лютого 1990, Київ) — український футболіст, захисник «Динамо-2».

## Біографія
Вихованець київського футболу. Виступав у ДЮФЛ за київське «Динамо».
З літа 2007 року перебуває в структурі «Динамо» (Київ), де перший сезон виступав за «Динамо-3», після чого став грати за молодіжну команду.
З літа 2010 року виступає за «Динамо-2».